# فيرفكس (نظام تشغيل)
نظام تشغيل فَيرْفُكْس  (سابقا Boot to Geckoأو B2G) هو نظام تشغيل مفتوح المصدر تحت التطوير من قبل موزيلا والتي تطمح لدعم البرامج المطورة باستخدام الـإتش تي إم إل 5 وبإستخدام تقنيات «الويب المفتوح» بدلاً من استخدام واجهات برمجية التطبيقات التي تكون خاصة بمنصة معينة. الفكرة هي جعل جميع البرمجيات القابله للمستخدم دخولها على الجوال أن تكون عبارة عن برنامج ويب يستخدم تقنيات HTML5 متقدمة وواجهات تطبيقات برمجية للدخول مباشرة لعتاد"Hardware" الجهاز من خلال الجافا سكربت.
يتكون نظام التشغيل فيرفكس من ثلاثة طبقات رئيسية:
1. جنك "Gonk" : ثمثل المستوى المنخفض إذ تتكون من نواة لينكس
2. جيكو "Gecko" : محرك تشغيل التطبيقات
3. غاية "Gaia" : واجهة المستخدم

وهذا المنتج يحتاج المزيد من الوقت لمنافسة أنظمة التشغيل الأخرى، فنظام الأندرويد الذي يستحوذ على نسبة 51% من سوق الهواتف الذكية، وحوالي 41.4% لنظام التشغيل آي أو إس، والباقي موزعة على نظم التشغيل الأخرى مثل ويندوز فون وبلاك بيري، وبالتالي فإننا سنشهد تباين قوي في السيطرة على سوق الهواتف الذكية 

## وصلات خارجية
- الموقع الرسمي